# 东平公主 (北齐)
东平公主，中国南北朝北齐公主，父親神武帝高歡。
东平长公主被嫁给了可朱浑天和，可朱浑天和是可朱浑道元、可朱浑天元的弟弟，辽东郡人。可朱浑天和、燕子献、杨愔辅佐高殷，被高演所杀。